# Camp (Familienname)
Camp ist ein englischer und deutscher Familienname.

## Namensträger

### Familienname
- Albert Sidney Camp (1892–1954), US-amerikanischer Politiker
- Amanda Vera de la Camp, Geburtsname von Vera Leisner (1885–1972), deutsche Prähistorikerin
- Anna Camp (* 1982), US-amerikanische Schauspielerin
- Annie Camp, US-amerikanische Cellistin und Musikpädagogin
- Bill Camp (* 1961), US-amerikanischer Schauspieler
- Bob Camp (Künstler) (Robert Frank Camp; * 1956), US-amerikanischer Künstler, Drehbuchautor und Fernsehregisseur
- Brad Camp (* 1964), australischer Marathonläufer
- Camille van Camp (1834–1891), belgischer Maler und Radierer
- Carter Camp († 2013), US-amerikanischer Indigenenführer
- Catherine Crook de Camp (1907–2000), US-amerikanische Schriftstellerin
- Charles Lewis Camp (1893–1975), US-amerikanischer Zoologe und Paläontologe
- Colleen Camp (* 1953), US-amerikanische Schauspielerin und Filmproduzentin
- Darby Camp (* 2007), US-amerikanische Schauspielerin
- David Camp (Leichtathlet) (* 1946), britischer Läufer
- David Lee Camp (* 1953), US-amerikanischer Politiker
- David M. Camp (1788–1871), US-amerikanischer Politiker und Vizegouverneur
- Dean Fleischer Camp, US-amerikanischer Filmschaffender
- Emma van Camp (* 2004), Schweizer Leichtathletin
- Garrett Camp (* 1978), kanadischer Unternehmer
- Hamilton Camp (Bob Camp; 1934–2005), US-amerikanischer Schauspieler, Sänger und Liedschreiber
- Heinrich Bürkle de la Camp (1895–1974), deutscher Mediziner und Militärarzt
- Hermann Wilhelm de la Camp (1814–1890), deutscher Kaufmann
- Jeremy Camp (* 1978), US-amerikanischer Liedschreiber
- Joachim de la Camp (1895–1950), deutscher Kaufmann und Kammerfunktionär
- Joe Camp (Joseph Shelton Camp Jr.; 1939–2024), US-amerikanischer Regisseur, Drehbuchautor und Filmproduzent
- John H. Camp (1840–1892), US-amerikanischer Politiker
- John McK. Camp (John McKesson Camp II; * 1946), US-amerikanischer Klassischer Archäologe
- John Newbold Camp (1908–1987), US-amerikanischer Politiker
- John Roswell Camp (* 1944), US-amerikanischer Schriftsteller, siehe John Sandford
- Joseph DeCamp (1858–1923), US-amerikanischer Maler
- Lee Camp (* 1984), nordirischer Fußballspieler
- Leopold Camp (1699–1750), deutscher Zisterzienser, Abt von Himmerod
- Lyon Sprague de Camp (1907–2000), US-amerikanischer Schriftsteller
- Maxime Du Camp (1822–1894), französischer Schriftsteller, Journalist und Fotograf
- Oskar de la Camp (1871–1925), deutscher Mediziner
- John DeCamp (1941–2017), US-amerikanischer Politiker und Anwalt
- Rosemary DeCamp (1910–2001), US-amerikanische Schauspielerin
- Sarah Camp (* 1946), deutsche Schauspielerin und Drehbuchautorin
- Sokari Douglas Camp (* 1958), nigerianische Bildhauerin
- Theodor de la Camp (1818–1888), deutscher Kaufmann
- Walter Camp (1859–1925), US-amerikanischer Sportjournalist und American-Football-Funktionär
- Wendell Holmes Camp (1904–1963), US-amerikanischer Botaniker und Taxonom
- William Camp (Informatiker) (* 1944), US-amerikanischer Informatiker
- William Camp (* 1961), US-amerikanischer Schauspieler, siehe Bill Camp
- Wim van de Camp (* 1953), niederländischer Politiker

### Künstlername
- K Camp (Kris Campbell; * 1990), US-amerikanischer Rapper